# Trichocolletes marginatulus
Trichocolletes marginatulus är en biart som beskrevs av Michener 1965. Trichocolletes marginatulus ingår i släktet Trichocolletes och familjen korttungebin. Inga underarter finns listade i Catalogue of Life.

## Bildgalleri

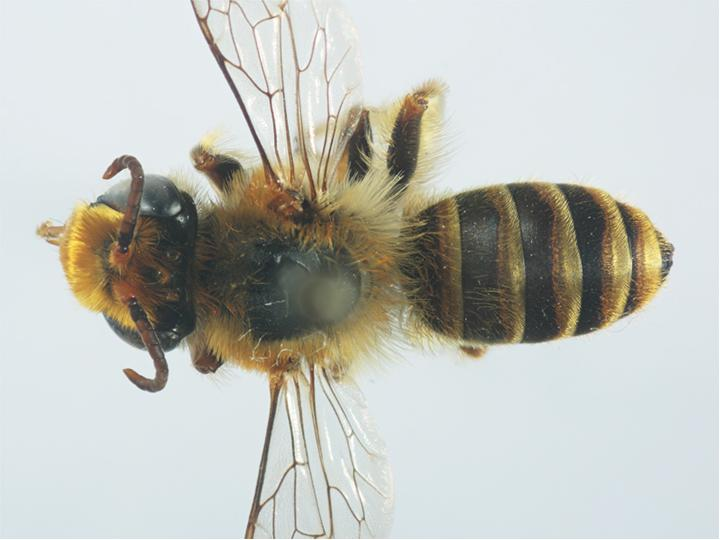